# Imielin (gromada)
Imielin – dawna gromada, czyli najmniejsza jednostka podziału terytorialnego Polskiej Rzeczypospolitej Ludowej w latach 1954–1972.
Gromady, z gromadzkimi radami narodowymi (GRN) jako organami władzy najniższego stopnia na wsi, funkcjonowały od reformy reorganizującej administrację wiejską przeprowadzonej jesienią 1954 do momentu ich zniesienia z dniem 1 stycznia 1973, tym samym wypierając organizację gminną w latach 1954–1972.
Gromadę Imielin z siedzibą GRN w Imielinie (wówczas wsi) utworzono – jako jedną z 8759 gromad na obszarze Polski – w powiecie pszczyńskim w woj. stalinogrodzkim, na mocy uchwały nr 21/54 WRN w Stalinogrodzie z dnia 5 października 1954. W skład jednostki weszły obszary dotychczasowych gromad Gać i Imielin ze zniesionej gminy Imielin w tymże powiecie.
13 listopada 1954 (z mocą obowiązująca wstecz od 1 października 1954) gromada weszła w skład nowo utworzonego powiatu tyskiego w tymże województwie, gdzie ustalono dla niej 27 członków gromadzkiej rady narodowej.
20 grudnia 1956 województwo stalinogrodzkie przemianowano (z powrotem) na katowickie.
1 stycznia 1957 gromadę Imielin zniesiono w związku z nadaniem jej statusu osiedla.
1 stycznia 1967 osiedle Imielin otrzymało prawa miejskie a 27 maja 1975 miasto włączono do Tychów. 1 stycznia 1973 w powiecie tyskim reaktywowano też gmina Imielin (składająca się z sołectw Chełm Śląski, Kopciowice i Dziećkowice), którą 27 maja 1975 włączono również do Tychów. 
1 lutego 1977 Imielin (wraz z Chełmem Śląskim i Kopciowicami) stał się częścią Mysłowic a 30 grudnia 1994 odzyskał samodzielność jako odrębne miasto. W 1999 roku Imielin trafił do powiatu tyskiego w woj. śląskim, a od 2002 należy do powiatu bieruńsko-lędzińskiego tamże.